# Ег-Морт
Ег-Морт (фр. Aigues-Mortes) насеље је и општина у јужној Француској у региону Лангдок-Русијон, у департману Гар која припада префектури Ним.
По подацима из 2011. године у општини је живело 8543 становника, а густина насељености је износила 147,85 становника/km². Општина се простире на површини од 57,78 km². Налази се на средњој надморској висини од 1 метар (максималној 3 m, а минималној 0 m).

## Демографија
| 1962. | 1968. | 1975. | 1982. | 1990. | 1999. | 2011. |
| ----- | ----- | ----- | ----- | ----- | ----- | ----- |
| 4.191 | 4.197 | 4.531 | 4.472 | 4.999 | 6.012 | 8.543 |

График промене броја становника у току последњих година